# 砣矶镇
砣矶镇是中国山东省烟台市蓬莱区下辖的一个镇。砣矶镇岛陆面积7.11 平方公里，水域面积943.13平方公里。总人口1.1万，

## 行政区划
砣矶镇下辖大口东山村、大口北村、大口西村、井口村、大口中村、吕山村、后口村、磨石嘴村。